# Peônia (Grécia)

Os peônios, em

Peónia (português europeu) ou Peônia (português brasileiro) foi uma região da Grécia Antiga, localizada ao norte da Macedônia, na região entre a Ilíria (a oeste) e a Trácia (a leste).

## Geografia
Uma cadeia de montanhas vai do Mar Adriático até o Ponto, seguindo praticamente em linha reta, atravessando a Ilíria, a Peônia e a Trácia, e paralela ao Rio Ister. Ao sul destas montanhas ficava a Grécia Antiga, e algumas nações bárbaras que viviam próximas das terras montanhosas. O Monte Hemo, a montanha mais alta destas regiões, fica praticamente no meio da Trácia, próxima do Ponto, e, segundo Políbio, do alto desta montanha seria possível se avistar tanto o Ponto quanto o Adriático, o que, segundo Estrabão, é um exagero de Políbio. A região da Árdia fica do outro lado, próxima do Adriático, e a Peônia fica no meio.
Toda a Peônia é uma região montanhosa. Sua fronteira com a Trácia é o Monte Ródope, segundo em altitude depois do Hemo. Do lado, a fronteira com a Ilíria é marcada, ao norte, pelo país dos Autáritas e ao sul pelos dardânios.

## Mitologia
A região tem seu nome devido a Peão, filho de Endimião. Endimião, segundo uma versão da lenda, teve cinquenta filhas com a deusa Selene, ou, mais provavelmente, teve três filhos Peão, Epeu e Étolo, e uma filha, Eurícida, com uma mortal ou uma náiade. Endimião fez seus filhos correrem em Olímpia, e o vencedor, Epeu, foi nomeado seu sucessor. Seu irmão Étolo permaneceu em casa, mas Peão, envergonhado, mudou-se para a região além do rio Áxio, que passou a se chamar Peônia.